# Teatro Maipo
Il Teatro Maipo è un teatro storico di Buenos Aires, tra i più importanti della città. È ubicato nelle vicinanze dell'Obelisco.

## Storia
Il teatro fu inaugurato nel 1908 per iniziativa dell'imprenditore teatrale Charles Seguin e venne inizialmente chiamato Teatro Scala
Cambiò successivamente il proprio nome in Teatro Esmeralda e infine in Teatro Maipo.
Chiuso e riaperto varie volte, l'ultima delle quali nel 1994, la sua storia è il soggetto di un romanzo dello storico Carlos Schwarzer 
Vi debuttò il 23 maggio del 1933 l'attrice Lola Membrives, una tra i numerosi attori argentini di fama che lavorarono al Maipo negli Anni '30, tra i quali Pepe Arias, Libertad Lamarque, Pedro Quartucci, Juan Carlos Thorry e Florencio Parravicini.
Durante i decenni seguenti il teatro conservò la propria fama e vi si esibirono Sofia "La Nera" Bozán, Tita Merello, Nélida Roca, Niní Marshall, Nélida Lobato, Enrique Pinti, Tato Bores, Carlo Perciavalle, Moria Casán, Reina Reech, Antonio Gasalla, Susana Giménez e Nacha Guevara.
Già di proprietà dell'ex-ballerino Julio Bocca e dell'imprenditore teatrale Lino Patalano che all'inizio del 2019 lo cedono all'attore, regista e pilota aeronautico Enrique Piñeyro.